# Valerio Held
Valerio Held (* 8. August 1958 in Venedig) ist ein italienischer Comiczeichner. Zu Beginn seiner Karriere arbeitete er in Luciano Gattos Studio, wo er unter anderem Fix-und-Foxi-Geschichten zeichnete. Später arbeitete er mit Romano Scarpa zusammen. Seit 1989 zeichnet er auch alleine Geschichten, vor allem Disney-Comics um die Bewohner von Entenhausen.